# Daria Dmítrieva
Daria Andréyevna Dmítrieva (transliteració del ciríl·lic rus: Дарья Андреевна Дмитриева) (22 de juny de 1993, Irkutsk, Rússia) és una ex-gimnasta russa, que va competir en la disciplina de gimnàstica rítmica. És medalla olímpica de plata de gimnàstica rítmica en els Jocs Olímpics de Londres de 2012, medalla d'or de cinta i plata en pilota en el Campionat Mundial de Gimnàstica Rítmica de 2010, medalla d'or en el concurs general de la Copa del Món de Gimnàstica Rítmica de 2011, medalla de plata en el concurs general de la Copa del Món de Gimnàstica Rítmica de 2012, medalla d'or en el concurs general del Grand Prix 2012, medalla de plata en el concurs general del Grand Prix 2011 i medalla de bronze en el concurs general del Grand Prix 2010.

## Carrera esportiva
Va començar als 8 anys sent entrenada per Olga Buyanova, qui també va entrenar a gimnastas com Oksana Kostina i Natalia Lipkóvskaya, els qui comparteixen ciutat natal: Irkutsk.
Es va estrenar internacionalment competint en el torneig: Deriugina Cup guanyant l'or en la categoria júnior en el concurs general. Es va proclamar campiona en cinta en el Campionat Europeu Júnior 2008 celebrat en Torí, Itàlia i també va guanyar la medalla d'or per equips (en la mateixa categoria).
L'any 2009 va competir en importants tornejos internacionals com Corbeil-Essonnes. Va ser triada per Irina Víner per formar part de la selecció nacional de Rússia. Va participar en el Campionat del món d'aquest any celebrat en Mie al costat de Yevguenia Kanáyeva, Olga Kapranova i Daria Kondakova. Va competir solament en la modalitat de pilota on va obtenir una qualificació de 27.500. Va acabar per darrere de la ucraïnesa Anna Bessonova i va ajudar a aconseguir l'or en la competició per equips a la seva selecció.
L'any 2010, Dmítrieva va anar també representant de la selecció russa. Va tenir un gran any guanyant la medalla de plata en la classificació general de la Copa del món 2010 celebrada en Sant Petersburg i quedant per davant de la seva companya Daria Kondakova. També va guanyar altres dues medalles de plata en cèrcol i corda, quedant darrere de Yevguenia Kanáyeva. En el Campionat Mundial de Gimnàstica Rítmica de Moscou va ajudar a la seva selecció a aconseguir la medalla d'or en la competició per equips i es va classificar per a la final individual de pilota i cinta. Guanya la medalla d'or en cinta (28.825) i la medalla de plata en pilota (va quedar solament 0.050 punts per sota de l'or de Yevguenia Kanáyeva).
En 2011 en la Copa del Món de Corbeil-Essonnes va guanyar la medalla de plata en la classificació general, i va guanyar un altre parell de medalles de plata en la final de maces i en la final de cinta. Després va competir en el torneig Summer Universiade on també va guanyar la medalla de plata en la classificació general, i l'or en la final de cinta (per davant de la campiona olímpica de 2008: Yevguenia Kanáyeva). En la final de la Copa del Món de Taskent aconsegueix la medalla d'or en la classificació general. En el Campionat Europeu de 2011, celebrat en Minsk ajuda a la seva selecció a aconseguir l'or per equips i també aconsegueix el bronze en la final individual de pilota.
En 2012, Dmítrieva va començar l'any en el Grand Prix de Moscou on va guanyar la medalla de bronze en la classificació general. En les finals per aparells va aconseguir l'or en pilota i la plata en cèrcol. Va competir en la Copa del Món de Kíev on va guanyar 4 medalles d'or: en la classificació general i en les finals per aparells de maces, cèrcol i cinta, per davant de la Ukraniana Alina Maksímenko. Una lesió en un peu l'obliga a retirar-se de la Copa del Món de Taskent i de ser triada per representar al seu país en el Campionat Europeu d'aquest any.
La seleccionadora nacional i presidenta de la Federació de gimnastas de Rússia, Irina Viner diu que la representació en els jocs olímpics és alguna cosa que no està àdhuc tancat i que es decidirà després del Grand Prix de Àustria de Juny, i del Campionat del món de Belarús al juliol.
Torna a competir en el Grand Prix de Vorarlberg (Àustria). Va guanyar la medalla de plata en la classificació general per darrere de Yevguenia Kanáyeva i per davant de Aleksandra Merkúlova, que va guanyar el bronze. En la final per aparells Dmítrieva va guanyar la medalla d'or en la final de cinta, a més de la plata en les finals de pilota i maces. Gana també la medalla de plata en la classificació general de la Copa del Món de Minsk, a més de 3 medalles més de plata en les finals per aparells de cèrcol, pilota i cinta. Malgrat aquests resultats és Aleksandra Merkúlova la triada per representar a Rússia en els Jocs Olímpics de Londres al costat de la campiona olímpica de 2008 Yevguenia Kanáyeva. Irina Viner va manifestar que la decisió no era definitiva i que Dmítrieva podria ser qui volés el 21 de juliol al campament de preparació per als jocs en Regne Unit.

### 2012: any olímpic
El 2 d'agost de 2012 l'equip rus de gimnàstica rítmica anuncia que les representants de Rússia en els Jocs Olímpics de Londres seran Evgenia Kanaeva i Daria Dmitrieva, substituint a Aleksandra Merkúlova (que va començar a tenir problemes amb una lesió en el peu durant els entrenaments a Londres).
Va aconseguir el primer lloc el primer dia de les classificacions per davant de Evgenia Kanaeva, que va tenir un error amb el cèrcol. El segon dia Dmitrieva finalitza en segona posició amb una puntuació global de 114.525 per darrere de Evgenia Kanaeva qui va aconseguir un total de 116.000.
En el concurs general de la final olímpica, Dmitrieva aconsegueix un total de 114.500 guanyant la medalla de plata. Ella va dir: "Em sento genial, ha estat molt dur pel meu aconseguir-ho i estic molt feliç. Mereix molt la pena haver guanyat una medalla. No solament és una satisfacció personal, sinó una satisfacció per al meu país, per a molta gent, per a grans entrenadors i per als nostres pares"
Va competir en l'Aeon Cup 2012 en Japó i va guanyar la medalla d'or en la classificació general. El 4 de novembre de 2012 va competir en el Grand Prix 2012 de Brno (República Txeca) guanyant el seu primer títol de Grand Prix. També va guanyar la medalla d'or en totes les modalitats (cèrcol, cinta, pilota i maces).

### Després de les Olimpíades
En la roda de premsa celebrada el 26 de febrer de 2013, la seleccionadora nacional de Rússia Irina Víner anuncia la retirada de la competició de Dmitrieva per una lesió en un turmell, que necessita ser operat. No obstant això la seva entrenadora personal Olga Buyanova, va desmentir aquesta informació i va dir que solament era una parada temporal per guarir la seva lesió. Ella va ser operada en Alemanya de la seva lesió de lligament de turmell.
El 4 de setembre de 2013, va anunciar el final de la seva carrera esportiva: "Va acabar dient que comença una nova etapa en la meva vida. Finalment he decidit sobre que vull fer amb el meu futur i és provar altres facetes. Vull desitjar milers de bons desitjos a tota aquesta gent que em va escriure, em va recolzar i em va animar. Estic realment agraïda a tots ells." La seva entrenadora (Olga Buyanova va comentar: "Ella ha decidit finalitzar la seva carrera, és decisió seva i no podem fer gens. Cal no oblidar que la seva sortida de l'esport és provocada per la lesió que arrossega, però al món de la gimnàstica rítmica, el temps és molt important, els entrenaments intensius i les competicions de vegades poden provocar un seriós impacte en la carrera de l'atleta."

## Puntuacions olímpiques detallades
| Any  | Competició    | Lloc    | Musica                                                                    | Aparell               | Puntuació final | Puntuació de la classificació |
| ---- | ------------- | ------- | ------------------------------------------------------------------------- | --------------------- | --------------- | ----------------------------- |
| 2012 | Jocs Olímpics | Londres |                                                                           | Classificació general | 114.500         | 114.525                       |
| 2012 | Jocs Olímpics | Londres | Revolutions by Jean Michel Jarre                                          | Cinta                 | 29.100          | 28.925                        |
| 2012 | Jocs Olímpics | Londres | Au Maria by Allibera Immortelle by Lara Fabian                            | Pilota                | 28.350          | 28.800                        |
| 2012 | Jocs Olímpics | Londres | Piano Concerto No. 2 In C-minor Op. 18: I. Moderato by Serguéi Rajmáninov | Cèrcol                | 28.300          | 29.000                        |
| 2012 | Jocs Olímpics | Londres | Beat Machine by Gloria Estefan The Expert by Yello Tradition by Unknown   | Maces                 | 28.750          | 27.800                        |